# رائد جرار
رائد جرار (عربی: رائد جرار؛ زادهٔ ۱ ژانویهٔ ۱۹۵۳) وبلاگ‌نویس، معمار، و نویسنده اهل آمریکا است.

## زندگی‌نامه
جرار در عراق متولد شد و دوران نوجوانی و جوانی خود را در در اردن، عربستان سعودی و عراق گذراند. او عراقی-فلسطینی است. جرار دارای مدرک لیسانس معماری از دانشگاه بغداد و فوق لیسانس معماری از دانشگاه اردن است که موضوع پایان‌نامه خود را به موضوع بازسازی در عراق پس از جنگ اختصاص داد.
او هنگام تحصیل در دانشگاه بغداد، با معمار سلام باکس، یکی از مشهورترین وبلاگ نویسان عرب آشنا شد. جرار شهرت خود را به عنوان یک وبلاگ نویس در وبلاگ «أین رائد» که به نظارت سلام باکس اداره می‌شد، به دست آورد. این وبلاگ در زمان حمله آمریکا به عراق و پس از آن، پوشش گسترده‌ای از رسانه‌ها را به دست آورد.

جرار به همراه خانواده‌اش، تمام موضوعات وبلاگ خود را در کتابی به نام «وبلاگ جنگ عراق، یک خانواده عراقی در سال اول تحت اشغال»، که در ژوئن ۲۰۰۸ منتشر شد، جمع کردند. به گفته آنها، این کتاب نشان می‌دهد که چگونه زندگی آنها تحت تأثیر وقایع تروریستی و تخریب شهر قرار گرفته‌است.
پس از سقوط بغداد در سال ۲۰۰۳، جرار به عنوان مدیر کمپین قربانیان درگیری‌ها در عراق فعالیت کرد و تنها کسی بود که برای بررسی شمار تلفات غیرنظامیان از سال ۲۰۰۳ به صورت میدانی در خانه‌ها در عراق تحقیق می‌کرد.